# Уитон, Хорас
Хо́рас Уи́тон (24 февраля 1803 — 23 июля 1882) — член Палаты представителей США от Нью-Йорка в 1843—1847 годы.
Родился в городе Нью-Милфорд, штат Коннектикут, в 1810 году переехал с родителями в Помпей, округ Онондага, штат Нью-Йорк. Получил ограниченное школьное образование, окончил академию Помпея, занялся коммерцией, и стал членом Ассамблеи штата Нью-Йорк в 1834 году. Он был одним из коммиссионеров на строительстве железной дороги между Сиракьюсом и Ютикой, а также почтмейстером Помпея с 1840 по 1842 год. Занимал должность руководителя и городского казначея Помпея, и был выбран как демократ на двадцать восьмом и двадцать девятом Конгрессе, занимая должность с 4 марта 1843 по 3 марта 1847 года. Он не стал кандидатом на повторное назначение в 1846 году, и в том же году переехал в Сиракьюс. Был мэром Сиракьюса с 1851 по 1853 год и городским казначеем в 1857 и 1858 году. Умер в 1882 году в Сиракьюсе. Похоронен на Оуквудском кладбище.